# Bộ Chỉ (止)
Bộ Chỉ, bộ thứ 77 có nghĩa là "dừng lại" là 1 trong 34 bộ có 4 nét trong số 214 bộ thủ Khang Hy.
Trong Từ điển Khang Hy có 99 chữ (trong số hơn 40.000) được tìm thấy chứa bộ này.

## Tự hình Bộ Chỉ (止)

Giáp cốt văn
Kim văn
Đại triện
Tiểu triện

## Chữ thuộc Bộ Chỉ (止)
| Số nét bổ sung | Chữ                               |
| -------------- | --------------------------------- |
| 0              | 止/chỉ/                           |
| 1              | 正/chính/                         |
| 2              | 此/thử/                           |
| 3              | 步/bộ/                            |
| 4              | 武/võ/ 歧/kỳ/ 歨/bộ/ 歩/bộ/       |
| 5              | 歪/oa/ 歫/cự/                     |
| 6              | 歬/tiền/ 歭/trĩ/                  |
| 8              | 歮/sáp/                           |
| 9              | 歰/sáp/ 歱/chủng/ 歲/tuế/ 歳/tuế/ |
| 10             | 歴/lịch/                          |
| 11             | 歵 歶                             |
| 12             | 歷/lịch/                          |
| 14             | 歸/quy/                           |